# Autobusy miejskie w Białymstoku
Autobusy miejskie w Białymstoku – system komunikacji autobusowej, obejmujący miasto Białystok oraz gminy ościenne, wchodzące w skład aglomeracji białostockiej. Autobusy to jedyny stały środek transportu miejskiego w Białymstoku – jest to największe takie miasto w Polsce.

## Organizator
Organizatorem transportu zbiorowego jest Zarząd Białostockiej Komunikacji Miejskiej, podlegający Urzędowi Miejskiemu w Białymstoku. Jest to pierwszy organizator transportu miejskiego w Polsce; powstał 10 czerwca 1991 roku jako Zakład Obsługi Komunikacji Miejskiej w Białymstoku (ZOKM). Po jego likwidacji w 2004 roku, zarządzaniem komunikacją miejską zajmował się Departament Dróg i Transportu Miejskiego (DDiTM), następnie Wydział Transportu Miejskiego (WTM), a od 2007 roku BKM.
BKM zajmuje się ustalaniem tras i rozkładów jazdy, a także wydaje bilety i organizuje ich kontrolę. Zleca wykonywanie obowiązków komunikacyjnych trzem spółkom komunikacyjnym. Na przestrzeni lat, organizator wprowadził wiele zmian, które wpłynęły na jakość funkcjonowania białostockiej komunikacji miejskiej:
- ujednolicenie systemu identyfikacji wizualnej taboru – biało-zielone malowanie z identycznym logo na każdym pojeździe, rezygnacja z reklam zewnętrznych
- likwidacja okresowych biletów papierowych – zastąpienie ich elektroniczną Białostocką Kartą Miejską
- modernizacja infrastruktury przystankowej – wymiana wiat na przeszklone konstrukcje z podświetlanymi gablotami informacyjnymi i podłużnymi listwami z nazwą przystanku i numerami linii
- optymalizacja częstotliwości kursowania linii komunikacyjnych
- korekta tras istniejącej siatki połączeń
- uruchomienie nowej sieci linii nocnych
- utworzenie i rozbudowa sieci buspasów
- montaż elektronicznych kasowników do biletów i czytników do kart miejskich
- wprowadzenie systemu sprzedaży biletów przez telefon
- uruchomienie Internetowego portalu pasażera, umożliwiającego zakup biletów on-line
- wprowadzenie aplikacji mobilnych służących do planowania podróży transportem zbiorowym
- uruchomienie biletomatów mobilnych

## Historia

### Dwudziestolecie międzywojenne
Pierwsze autobusy komunikacji miejskiej pojawiły się w Białymstoku w 1925 roku. Zastąpiły istniejącą w latach 1895–1919 sieć tramwajów konnych. Kursowały głównie na trasie nr 1 (śladem tramwaju) z Dworca PKP do ul. Mickiewicza przez ulice: Dąbrowskiego, Lipową, Rynek Kościuszki, Sienkiewicza, Warszawską i Świętojańską. Obsługę zapewniały firmy „Samochód” i „Autokaros” kilkunastoma pojazdami w godz. 7 – 22 z częstotliwością co 10 minut. Na Rynku Kościuszki znajdował się dworzec autobusów podmiejskich.

### Po II wojnie światowej
Po zakończeniu II wojny światowej w 1945 roku, utworzono Miejski Zakład Komunikacyjny (MZK). Siedziba firmy mieściła się przy ul. Warszawskiej. Pierwszymi pojazdami komunikacji miejskiej było 5 wojskowych ciężarówek z demobilu. Pierwsze autobusy z prawdziwego zdarzenia pojawiły się pod koniec lat 40. – były to pojazdy marki Chausson AP48. W późniejszym czasie zakupiono także pojazdy Mavag Tr5 i ZIS 155. Mieściły one od 50 do 70 pasażerów.
W 1954 roku istniejący zakład przekształcono w Miejskie Przedsiębiorstwo Komunikacyjne (MPK) z zajezdnią przy ul. Jurowieckiej. W latach 50. tabor zasiliły nowe pojazdy marki Star 51 i N52. Autobusy kursowały na sześciu liniach. Do końca lat 50. w miejskich autobusach pracowali konduktorzy, zajmujący się sprzedażą biletów.
Na początku lat 60. zakupiono autobusy San H01B, H25B, H27B i H100B. Liczba pojazdów przekroczyła 100. W 1966 pojawiły się pierwsze „ogórki” – autobusy Jelcz 272 MEX i 043. W autobusach zamontowano kasowniki i automaty do sprzedaży biletów.
Lata 70. przyniosły dalszy rozwój miasta. W 1975 roku pojawiły się pierwsze autobusy Autosan H9-35. Z powodu zbyt dużych potrzeb przewozowych i za małego istniejącego taboru, rozpoczęto budowę nowej zajezdni przy ul. Składowej, mogącej pomieścić 300 autobusów. Obiekt oddano do użytku w 1977 roku. W tym samym roku na ulicach pojawiły się pierwsze autobusy Jelcz PR110, a rok później 5 przegubowych autobusów Jelcz 021.
W 1982 roku do eksploatacji wprowadzono 20 przegubowych autobusów Ikarus 280 i 1 Ikarus 260. Od 1985 roku rozpoczęto eksploatację pojazdów Jelcz M11 w miejsce dotychczas kupowanych „Berlietów”. W latach 80. białostocki tabor składał się z największej ilości pojazdów w historii – 330.
We wrześniu 1991 roku nastąpił rozpad Miejskiego Przedsiębiorstwa Komunikacyjnego. W miejsce firmy powstały trzy spółki komunikacyjne: Komunalne Przedsiębiorstwo Komunikacji Miejskiej (KPKM), Komunalne Przedsiębiorstwo Komunikacyjne (KPK) i Komunalny Zakład Komunikacyjny (KZK). Autobusy Jelcz PR110 trafiły w większości do KZK. Ikarusy 280, Jelcze M11 i pojedyncze sztuki Jelczy PR110 zasiliły tabor KPK i KPKM. Pojazdy należące do KZK oznaczono numerami 0xx, KPK – 5xx-7xx, a KPKM – 8xx-9xx. Utworzono Zakład Obsługi Komunikacji Miejskiej (ZOKM), pełniący rolę organizatora komunikacji – zajmował się m.in. tworzeniem rozkładów jazdy i sprzedażą biletów. Był to pierwszy organizator transportu miejskiego w Polsce.
W 1992 roku na linie komunikacji miejskiej wpuszczono przewoźników prywatnych: BIATRA, ABRA i PTHW. BIATRA funkcjonowała do roku 1997. Dysponowała około 25 autobusami, w tym: Ikarus 280 (ex. NRD), Jelcz PR110, Scania CR112 i Renault SC10. Obsługiwała linie: 3 i 24 oraz linie podmiejskie komercyjne: 501-505. ABRA i PTHW funkcjonowały do około 1993 roku, realizując przewozy na liniach: 18, 22 i 101.
W pierwszej połowie lat 90. zakupiono autobusy używane Heuliez O305 i O305G, Setra SG180 i Mercedes O305G. Były to pierwsze białostockie autobusy z automatyczną skrzynią biegów. Kontynuowano także zakupy nowszych średniopodłogowych Jelczy 120M.
W 1995 roku wprowadzono do eksploatacji pierwsze autobusy niskowejściowe – Jelcz M121 (2 sztuki) i Mercedes O405N2 (3 sztuki). Zmieniono barwy autobusów na biało-zielone. W późniejszych latach zakupiono kolejne kilkanaście Jelczy M121. W latach 1998–2000 flotę zmodernizowano poprzez zakup 45 autobusów marki MAN NG312 (39 sztuk) i NL222 (6 sztuk). Udział autobusów niskopodłogowych zwiększył się dzięki temu do 23%.

### XXI wiek
W lutym 2004 roku funkcje Zakładu Obsługi Komunikacji Miejskiej przejął Zarząd Dróg i Transportu (ZDiT), a w czerwcu 2006 – Wydział Transportu Miejskiego (WTM). W marcu 2007 WTM połączono z Wydziałem Dróg Miejskich, w wyniku czego powstał Departament Dróg i Transportu (DDT).
Początek lat 2000. charakteryzował się kryzysem taborowym. W celu poprawy stanu floty, rozpoczęto zakup autobusów używanych, głównie niskopodłogowych MAN i Mercedes. Dostarczono także nowe pojazdy – Solaris Urbino 12 i Urbino 18, MAN EL283 i Mercedes O345G. W 2006 flotę odświeżyły 43 nowe MANy, będące pierwszymi pojazdami kupionymi przy wsparciu Unii Europejskiej. Wyposażono je w system monitoringu i zapowiedzi głosowe. W 2008 roku 50% taboru stanowiły pojazdy niskopodłogowe.
Od 2010 roku rolę organizatora komunikacji miejskiej pełni Zarząd Białostockiej Komunikacji Miejskiej (BKM). W latach 2010–2013 wymieniono około 60% taboru autobusowego, wprowadzając pierwsze autobusy klimatyzowane – Solaris. W 2013 roku pojawił się pierwszy autobus hybrydowy. Dzięki modernizacji taboru, w marcu 2010 wycofano ostatnie Ikarusy 280 i Jelcze M11, w maju 2012 – ostatnie Jelcze PR110, w lutym 2018 – ostatni autobus używany drugiej generacji MAN (NG262), a pod koniec września 2019 z ulic ostatecznie zniknęły autobusy Jelcz (120MM/2).
2015 rok upłynął pod znakiem 120-lecia komunikacji. Zakupiono 10 nowych pojazdów – Mercedes, Solaris i Kapena. Te ostatnie są pierwszymi minibusami we flocie i obsługują linie gminne. Od 2018 roku następuje ponowny zakup nowych autobusów w ramach funduszy unijnych, dzięki czemu ponad 99% autobusów to niskopodłogowce, a blisko 60% taboru jest wyposażone w klimatyzację pasażerską.
Obecnie Białystok jest największym miastem w Polsce, które posiada tylko jeden rodzaj środka transportu zbiorowego.

## Linie
Sieć białostockiej komunikacji miejskiej składa się z 56 linii, w tym:
- 50 dziennych (30 miejskich, 17 podmiejskich i 3 gminnych)
- 6 nocnych

Autobusy BKM obsługują miasto Białystok, a także gminy ościenne: Choroszcz, Dobrzyniewo Duże, Grabówka, Juchnowiec Kościelny, Supraśl, Wasilków, Zabłudów.

## Tabor
Zgodnie z zawartymi umowami przewozowymi, tabor autobusowy BKM składa się z 256 autobusów. Udział autobusów niskopodłogowych wynosi 100%, a klimatyzowanych 60%. Ich średni wiek wynosi 9 lat.
- tabor charakteryzuje się biało-zielonym malowaniem
- operatorzy mają zakaz stosowania reklam zewnętrznych
- wszystkie autobusy wyposażone są w system informacji pasażerskiej składający się z wyświetlaczy zewnętrznych i wewnętrznych oraz zapowiedzi głosowych

| Marka i model               | KPKM | KPK | KZK |
| --------------------------- | ---- | --- | --- |
| Kapena Urby                 | 2    | –   | –   |
| MAN Lion’s City G           | 6    | 4   | –   |
| MAN Lion’s City             | 2    | 4   | 3   |
| Mercedes Citaro C2          | –    | 1   | –   |
| Mercedes Citaro G           | –    | 8   | –   |
| Mercedes Citaro G C2        | –    | 8   | –   |
| Mercedes Citaro G C2 Hybrid | –    | 2   | –   |
| Mercedes Conecto LF         | –    | 6   | 3   |
| Mercedes Conecto G LF       | 9    | 7   | –   |
| Solaris Urbino 8,9 LE       | 7    | –   | –   |
| Solaris Urbino 12           | 25   | 16  | 31  |
| Solaris Urbino 18           | 35   | 34  | 18  |
| Volvo 7900 Hybrid           | –    | –   | 6   |
| Yutong E12                  | 6    | 8   | 6   |

## Przewoźnicy
W wyniku strajku, 2 września 1991 roku Miejskie Przedsiębiorstwo Komunikacyjne zostało podzielone na 3 spółki konkurujące ze sobą w zakresie obsługi komunikacji miejskiej:
- KPKM – Komunalne Przedsiębiorstwo Komunikacji Miejskiej
- KPK – Komunalne Przedsiębiorstwo Komunikacyjne
- KZK – Komunalny Zakład Komunikacyjny

Ponadto od 1992 roku, przez kilka lat obsługę zapewniali przewoźnicy prywatni:
- Prywatne Przedsiębiorstwo Usług Transportowych BIATRA – do 1997 roku
- ABRA – do 1993 roku
- PTHW – do 1993 roku

W 2007 roku planowano połączyć spółki miejskie w jedną, jednak po przeprowadzeniu licznych analiz, nie zrealizowano tego pomysłu.

## Zajezdnie
Spółki obsługujące komunikację miejską w Białymstoku korzystają z 4 zajezdni zlokalizowanych przy ulicy Składowej, Jurowieckiej i Pomocnej.
- Zajezdnia KZK Białystok znajduje się przy ul. Jurowieckiej 46A. Powstała w 1954 roku i może pomieścić do 120 autobusów 9-metrowych (do 80 autobusów 12-metrowych). Od połowy 2023 roku rozpoczęła działanie nowa zajezdnia KZK przy ul. Pomocnej, przy której stacjonują autobusy elektryczne. Docelowo zastąpi ona bazę przy ul. Jurowieckiej i będzie mogła pomieścić do 100 autobusów 12-metrowych.

- Zajezdnie KPK Białystok i KPKM Białystok mieszczą się przy ul. Składowej 7 i 11. Baza wybudowana w 1977 roku może pomieścić do 300 autobusów 12-metrowych.

## Historia linii
| Nr linii     | Rok uruchomienia                              | Trasa w momencie uruchomienia                                       |
| ------------ | --------------------------------------------- | ------------------------------------------------------------------- |
| 1            | listopad 1945                                 | Dworzec PKP - Dojlidy                                               |
| 2            | lipiec 1947                                   | Dworzec PKP – Drewniana                                             |
| 3            | 1949                                          | Wygoda – Nowe Miasto                                                |
| 4            | 1950–1954                                     | Mickiewicza – Wysoki Stoczek                                        |
| 5            | 1950–1954                                     | Antoniuk – Piasta                                                   |
| 6            | 1950–1954                                     | Rynek Kościuszki – Starosielce                                      |
| 7            | 1955                                          | Rynek Kościuszki – Fasty                                            |
| 8            | 1956–1964                                     | Składowa – Niedźwiedzia (Dojlidy)                                   |
| 9            | 1956–1964                                     | Szosa Północno-Obwodowa – Pietrasze (Silikaty)                      |
| 10           | 1956–1964                                     | Dworzec PKP – Pułaskiego                                            |
| 11           | 1965–1969                                     | Białostoczek – Kleosin                                              |
| 12           | 1965–1969                                     | Starosielce PKP – Piastowska                                        |
| 13           | 1970–1971                                     | Bacieczki (CPN) – Mickiewicza (Zwierzyniecka)                       |
| 14           | 1972–1975                                     | Raginisa (Wygoda) – Grabówka                                        |
| 15           | 1976–1985                                     | Szosa Północno-Obwodowa (Białostoczek) – Dojlidy Górne              |
| 16           | 1976–1985                                     | Pułaskiego – Białostoczek (Fabryka Dywanów)                         |
| 17           | 1976–1985                                     | Wysockiego (Silikaty) – Składowa                                    |
| 18           | 1976–1985                                     | 27 Lipca – Przędzalniana (Fasty)                                    |
| 19           | 26 lipca 1986                                 | Gajowa – Mickiewicza                                                |
| 20           | 1 września 1986                               | Fabryka Dywanów – Słoneczny Stok                                    |
| 21           | 5 listopada 1988                              | Zielone Wzgórza – Stadion Jurowiecka                                |
| 22           | 20 grudnia 1991                               | Dworzec PKS – rondo Branickiego – os. Piasta – Dworzec PKS          |
| 23           | 22 lutego 1992                                | Os. Zielone Wzgórza – PKP Stadion                                   |
| 24           | 10 kwietnia 1992                              | Meksykańska – Zielonogórska                                         |
| 25           | 21 grudnia 1992                               | Zielonogórska – Os. Dziesięciny – Zielonogórska                     |
| 26 (102 bis) | 22 lutego 1992 (nr 26 od 1 lutego 1993)       | Os. Białostoczek – PKP Stadion                                      |
| 27           | 8 kwietnia 1992                               | Cmentarz Miejski – Os. Nowe Miasto                                  |
| 28           | październik – listopad 2002                   | Sikorskiego/Witosa – Towarowa                                       |
| 29           | 28 czerwca 2014                               | Gajowa – Żyzna                                                      |
| 30           | 21 września 2021                              | Piłsudskiego/Sienkiewicza – Dojlidy Górne                           |
| 100          | 1976–1985                                     | Dworzec PKP – Wasilków                                              |
| 101          | 15 sierpnia 1984                              | BZPB Fasty – Sobolewo                                               |
| 102          | 24 sierpnia 1984                              | Księżyno – Jurowce plaża                                            |
| 103          | 1 marca 1991                                  | Olmonty – Fabryczna (stadion)                                       |
| 104          | marzec – kwiecień 2003                        | Juchnowiec – Kościół Farny                                          |
| 105 (24 bis) | 1 września 2005 (nr 105 od 25 czerwca 2007)   | Branickiego – Sobolewo                                              |
| 106          | 1 stycznia 2010 – 31 stycznia 2022            | Piłsudskiego/Pałacowa – Borsukówka                                  |
| 107          | 29 marca 2010                                 | Dworzec PKS – Klepacze                                              |
| 108          | 21 października 2016                          | Piłsudskiego/Pałacowa – Karakule/Cmentarz                           |
| 109          | 11 lipca 2019                                 | Piłsudskiego/Sienkiewicza – Niewodnica Nargilewska                  |
| 110          | listopad 2010 – 31 sierpnia 2018              | PKP Stadion – Juchnowiec Kościelny                                  |
| 111          | marzec 2012 – 31 grudnia 2015 1 września 2021 | Dworzec PKS – Supraśl Piłsudskiego/Kościelna – Ciasne               |
| 112          | 29 sierpnia 2020                              | Sienkiewicza/Rzeka Biała – Olmonty                                  |
| 113          | luty 2022 – 16 maja 2022 1 stycznia 2024      | Piastowska - Dobrzyniewo Duże Rondo R. Reagana - Choroszcz Cmentarz |
| 122          | 1 września 2021                               | Piłsudskiego/Pałacowa – Jurowce – Wasilków/Cmentarz                 |
| 123          | 29 grudnia 2023                               | Popiełuszki/Hetmańska – Klepacze                                    |
| 126          | 1 stycznia 2024                               | Produkcyjna – Dobrzyniewo Duże                                      |
| 132          | 1 września 2021                               | Piłsudskiego/Pałacowa – Jurowce – Katrynka                          |
| 142          | 2 października 2023                           | Centrum Przydworcowe – Sielachowskie – Wasilków/Cmentarz            |
| C            | maj/czerwiec 2016 – październik 2017          | Dworzec PKS – Kampus Uniwersytecki (Ciołkowskiego)                  |